# Myōjin Taisha
Un Myojin Taisha est un sanctuaire shinto dédié à un kami puissant, réputé pour posséder des capacités remarquables. Ces sanctuaires sont considérés comme des « grands sanctuaires » ou taisha selon l'ancien système de classement des sanctuaires. Les sanctuaires Myojin Taisha se trouvent partout au Japon, en particulier dans la région de Kyoto-Osaka, y compris dans les provinces de Yamashiro, Yamato, Ōmi, Mutsu, Tajima et Kii. Il y a 224 sanctuaires qui consacrent 310 kami répertoriés comme Myojin Taisha dans l'Engishiki Jinmyocho. De plus, il y a 203 sanctuaires avec 285 kami répertoriés pour les Myojinsai ou « festivals pour des divinités renommées » dans le livre 3 de l'Engishiki. Bien que la plupart des sanctuaires dans ces deux listes se chevauchent, il y a quelques différences dans les noms et les nombres. Plusieurs théories existent à propos de ces différences, mais la raison pour laquelle les listes diffèrent reste floue.
Une liste connexe est le Kokushi genzaisha qui fait référence aux sanctuaires qui apparaissent dans le Rikkokushi (六国史) mais pas dans l'Engishiki 
Dans l'Engishiki Jinmyocho, il y avait deux rangs inférieurs de sanctuaires, appelés Shikinai Taisha (式内大社) et Shikinai Shosha.

## Liste des Myojin Taisha
- Aso-jinja
- Atsuta-jingū
- Awa-jinja
- Awaga-jinja (en)
- Chōkaisan Ōmonoimi-jinja
- Dewa-jinja
- Fujisan Hongū Sengen-taisha
- Fushimi Inari-taisha
- Futarasan-jinja
- Gassan-jinja
- Hakozaki-gū
- Hikawa-jinja
- Hinokuma-jinja (en)
- Hirano-jinja
- Hiraoka-jinja
- Hirose-taisha
- Hirota-jinja
- Hiyoshi-taisha
- Hotaka-jinja (en)
- Ichinomiya Asama-jinja (Fuefuki) (en)
- Ichinomiya Sengen-jinja (en)
- Ichinomiya-jinja (Tokushima) (en)
- Ikonahime no Mikoto-jinja
- Ikukunitama-jinja
- Ikushimatarushima-jinja (en)
- Ikuta-jinja
- Imizu-jinja (en)
- Inbe-jinja (en)
- Isasumi-jinja
- Isono-jinja (en)
- Isonokami-jingū
- Itakiso-jinja (en)
- Itsukushima-jinja
- Iwa-jinja
- Izanagi-jingū
- Izumo-daijingū (en)
- Izumo-taisha
- Izushi-jinja
- Iyozu Hikomei-jinja (ja)
- Kaijin-jinja (en)
- Kamado-jinja
- Kamigamo-jinja
- Kanasana-jinja
- Kashima-jingū
- Kasuga-taisha
- Katori-jingū
- Kehi-jinja (en)
- Keta Jinja (en)
- Keta Taisha (en)
- Kibitsu-jinja
- Kibitsuhiko-jinja
- Kifune-jinja
- Kinpu-jinja
- Kono-jinja
- Kōra-taisha
- Kumano Hongū-taisha
- Kumano-taisha
- Masumida-jinja
- Matsunoo-taisha
- Mikami-jinja (en)
- Mishima-taisha
- Munakata-taisha
- Nagata-jinja
- Nakayama-jinja (en)
- Nangū-taisha
- Niukawakami-jinja
- Niutsuhime-jinja
- Nukisaki-jinja (en)
- Ōasahiko-jinja
- Ōagata-jinja
- Oarai Isosaki-jinja (en)
- Ōmiwa-jinja
- Ōmiwa-jinja (Ichinomiya)
- Onji-jinja (ja)
- Ōtori-taisha
- Ōyamato-jinja
- Ōyamazumi-jinja
- Sakatsura Isosaki-jinja (en)
- Samukawa-jinja
- Shikaumi-jinja (en)
- Shimogamo-jinja
- Sumiyoshi-jinja
- Sumiyoshi-jinja (Iki City) (en)
- Sumiyoshi-jinja (Shimonoseki) (en)
- Sumiyoshi-taisha
- Suwa-taisha
- Takemizuwake-jinja (ja)
- Tagata-jinja
- Take-jinja
- Tashima-jinja
- Tado-taisha
- Takebe-taisha
- Tamasaki-jinja
- Tamura-jinja (en)
- Tatsuta-taisha
- Trois monts Dewa
- Tsukiyomi-jinja (Kyoto) (en)
- Tsukubasan-jinja (en)
- Tsutsukowake-jinja (en)
- Ube-jinja
- Umenomiya-taisha
- Usa Jingū
- Utsunomiya Futarayama-jinja (en)
- Wakasahiko-jinja (en)
- Watatsumi-jinja (Kobe) (en)
- Yahiko-jinja
- Yamato Okunitama-jinja, Minamiawaji

## Liste des Shikinai Taisha
- Sanctuaire Aekuni (en)
- Sanctuaire Ikasuri
- Sanctuaire Ikoma
- Isonozatakumushitama-jinja (ja)
- Izawa-jinja (en)
- Izawa-no-miya (en)
- Sanctuaire de Kagoshima
- Kumano Hayatama Taisha
- Sanctuaire Sasamuta
- Shikiagatanushi-jinja (ja)
- Sanctuaire Susaki (en)
- Sanctuaire Tosa
- Sanctuaire Uda Mikumari
- Sanctuaire Yoshino Mikumari

## Liste des Shikinai Shosha
- Sanctuaire Atago
- Sanctuaire Chichibu
- Chiryu-jinja (ja)
- Sanctuaire Dewa
- Fuji Rokusho Sengen-jinja (ja)
- Sanctuaire Hirasaki
- Sanctuaire Iminomiya (en)
- Sanctuaire Itatehyōzu (en)
- Sanctuaire Izusan
- Sanctuaire Kamayama
- Sanctuaire Komagata (en)
- Sanctuaire Miho
- Sanctuaire Minashi
- Sanctuaire Mononobe (en)
- Sanctuaire Nunakuma (en)
- Sanctuaire Ōgamiyama
- Sanctuaire Oguni
- Onominato-jinja
- Sanctuaire Owari Ōkunitama (en)
- Oyama Afuri-jinja
- Sanctuaire d'Oyama
- Sanctuaire Sada
- Sanctuaire Shirayama Hime
- Sanctuaire Shitori
- Sanctuaire Shizuoka Sengen
- Sugōisobe-jinja
- Sanctuaire de Susa (en)
- Taga-taisha
- Sanctuaire Takase
- Sanctuaire Tamanooya (en)
- Sanctuaire Toge
- Sanctuaire Tsukubasan (en)
- Tsurugi-jinja
- Sanctuaire Tsuno
- Sanctuaire Watatsu
- Sanctuaire Yaegaki

## Pages connexes
- Sanctuaires Kokushi genzaisha répertoriés dans le Rikkokushi mais pas dans l'Engishiki
- Sanctuaire Taisha
- Sanctuaires Beppyo